# Nadzieja Bielska
Nadzieja Bielska (ur. 17 listopada 1987 w Mohylewie) – białoruska wioślarka.

## Osiągnięcia
- Puchar Świata 2004:
  - I etap: Poznań – ósemka – 4. miejsce[1].
- Mistrzostwa Świata Juniorów – Brandenburg 2005 – czwórka bez sternika – 2. miejsce[1].
- Mistrzostwa Świata U-23 – Hazewinkel 2006 – czwórka bez sternika – 2. miejsce[1].
- Mistrzostwa Świata U-23 – Glasgow 2007 – dwójka bez sternika – 3. miejsce[1].
- Mistrzostwa Europy – Poznań 2007 – ósemka – 4. miejsce[1].
- Puchar Świata 2008:
  - III etap: Poznań – ósemka – 6. miejsce[1].
- Mistrzostwa Świata U-23 – Račice 2009 – czwórka sternika – 1. miejsce[1].
- Mistrzostwa Świata U-23 – Račice 2009 – ósemka – 6. miejsce[1].
- Mistrzostwa Świata – Poznań 2009 – ósemka – 8. miejsce[1].
- Mistrzostwa Europy – Brześć 2009 – ósemka – 2. miejsce[1].